# سومرز كلارك
سومرز كلارك (1841-1926) (بالإنجليزية: Somers Clark)‏ ، معماري وعالم إنجليزي ولد في مدينة برايتون بإنجلترا، تخصص في دراسة العمارة،
ثم اتجه إلى دراسة الترميم الأثري، وعمل في مؤسسة سير جلبرت سوت الشهيرة، وقد اجتذبه سحر مصر، وظل يعمل فيها حتى وفاته، واجرى حفائر في دير القديس ارميا
في سقارة، ورمم الكثير من المعابد المصرية، ومن أهم أعماله كتاب «الآثار القبطية في وادي النيل» الذي نشر في اكسفورد عام 1912 مما يكسبه قيمة تاريخية كبرى
لان الكثير من المناطق التي تعرض لها بالوصف في النوبة قد غمرتها مياة بحيرة ناصر بعد بناء السد العالي.